# Центар за француске и франкофоне студије Универзитета у Источном Сарајеву
Центар за француске и франкофоне студије Универзитета у Источном Сарајеву је научноистраживачки Центар за проучавање француског језика и културе који је смјештен на Филозофском факултету Универзитета у Источном Сарајеву. Отворен је маја 2023. године као плод дугогодишње сарадње Универзитета у Источном Сарајеву са Универзитетом у Поатјеу.

## О центру
Центар одговара на задатке ширења популаризације француског језика, француске културе, историје, али и пријатељства српског и француског народа. Центар обједињује индивидуалне и групне курсеве језика за наставнике и студенте Филозофског факултета.
Учење француског језика у Центру омогућује и програм размјене са Универзитетом  у Поатјеу на програм размјене, пошто на том француском универзитету студенти изучавају српски језик.